# Józef Florkowski

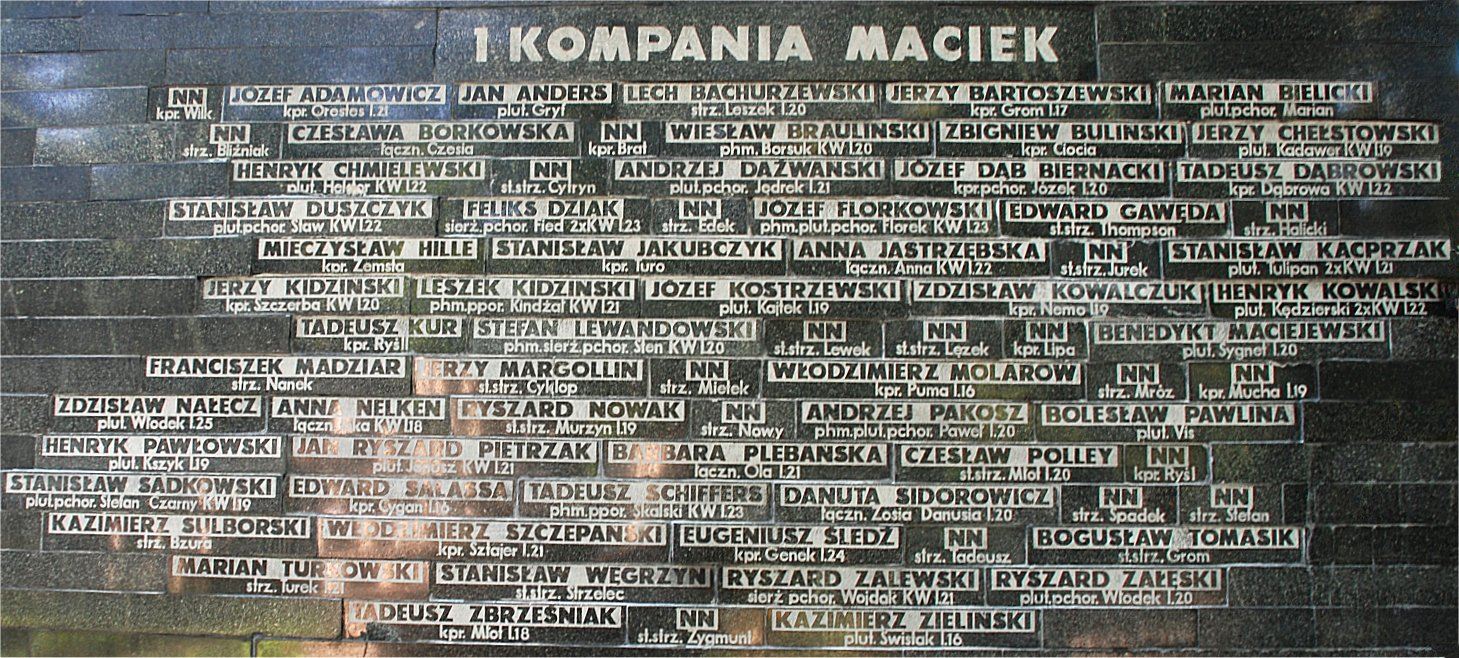
Mogiła symboliczna na Wojskowych Powązkach. Nazwisko Florkowskiego znajduje się w 4. rzędzie

Józef Jan Florkowski ps. Florek (ur. 19 marca 1922 w Warszawie, zm. 1 sierpnia 1944 tamże) – podharcmistrz, plutonowy podchorąży, uczestnik powstania warszawskiego jako dowódca 1. drużyny I plutonu „Włodek” 1 kompanii „Maciek” batalionu „Zośka” Zgrupowania „Radosław” Armii Krajowej. 

## Życiorys
Syn Jana. Podczas okupacji hitlerowskiej działał w konspiracji. Brał udział w akcji wykolejenia niemieckiego pociągu pod Szymanowem oraz akcji Polowanie (styczeń 1944). W czerwcu 1944 uczestniczył, jako dowódca 1. drużyny, w akcji odbicia więźniów Pawiaka przetrzymywanych w szpitalu Jana Bożego przy ul. Bonifraterskiej.
W powstaniu warszawskim walczył na Woli. Poległ w jego pierwszym dniu. Miał 22 lata. Został odznaczony Krzyżem Walecznych. Jego symboliczna mogiła znajduje się na Powązkach Wojskowych w Warszawie.